# Tom Clancy’s Splinter Cell: Conviction
Tom Clancy’s Splinter Cell: Conviction — компьютерная игра в жанре стелс-экшен, пятая часть серии игр «Splinter Cell». «Splinter Cell: Conviction» была разработана Ubisoft Montreal и издана компанией Ubisoft в США и Европе в апреле 2010 года. Главного героя Сэма Фишера озвучил актёр Майкл Айронсайд. На территории Российской Федерации и стран СНГ издавала компания Руссобит-М совместно с GFI.

## Геймплей
Mark and Execute — позволяет сначала отметить всех находящихся в поле зрения противников, а затем убить их. Число одновременно выставляемых отметок зависит от оружия игрока (максимальное количество имеет пистолет FN Five-seveN). После маркировки над целью появляется красная или белая галочка, в зависимости от того, находится ли цель в пределах досягаемости и доступна ли функция игроку. Если маркер красный, то возможность ликвидировать цель есть, если белый — нет. Однако после показа этой функции, многие стали говорить что игра станет слишком лёгкой, на что вскоре продюсер игры, Александр Паризо ответил следующим заявлением:

«Игрокам не стоит беспокоиться. Эта новая функция поможет сделать вам первые шаги при штурме комнаты, в которой находится слишком много врагов. Разумеется, у Сэма Фишера останутся все старые приемы и гаджеты, которые полюбились поклонникам предыдущих игр серии»
Desaturate Color — пока игрок находится в тени, графика становится менее насыщенной — только враги и интерактивные объекты остаются окрашенными. Границы экрана темнеют для пущего эффекта. А когда игрок выходит из тени, все снова становится цветным.
Projected Mission Objectives — Вместо привычного OPSAT в предыдущих частях, теперь задания, заметки, эмоциональное состояние героя и т. д. проецируется на стенах уровня, автоматически или при нажатии соответствующей кнопки. Более того, при проведении допросов, можно увидеть картинки или короткие видеоролики, также проецируемых на стенах по типу проектора.
Cover Fire — Главный герой активно использует укрытия, при ведении огня или при разведке, при инициации функции «Mark and Execute». Схожая система ведения огня из укрытий использована в играх Tom Clancy’s Rainbow Six: Vegas и Gears of War.

## Сюжет

### Кооперативная кампания: Пролог
За десять дней до начала основной кампании агент «Третьего эшелона» Дэниел Роберт Слоун-Суарез под оперативным псевдонимом «Арчер» и оперативник российского спецподразделения «Ворон» Михаил Андреевич Лоськов с позывными «Кестрел» и «Сокол» были направлены в Санкт-Петербург на Невский проспект, чтобы остановить нелегальную продажу современных боеголовок коррумпированными военными. Осведомитель, Андрей Кобин, сообщил о том, что брокером в этой продаже служит авторитетный наркоторговец Валентин Лесовский. Арчер и Сокол получают список контактов Лесовского, предварительно уничтожив самого Лесовского и его помощника Бориса Сычева.
Далее агенты отправляются в российское посольство в Баку, Азербайджан. Там они становятся свидетелями сделки по продаже боеголовки между Леонидом Быковым, бывшим полковником ГРУ и Тагизадом, членом правительства Азербайджана. Быков предаёт своего партнёра, отдав своим людям приказ убить его. Арчер и Сокол допрашивают Быкова и узнают, что он работал совместно с генерал-майором Керзаковым, который находится в комплексе «Ястреб», в Москве, под Красной Площадью.
Арчер и Сокол проникают в комплекс и узнают о местонахождении ЭМИ-боеголовок. Они отправляются в Моздок, где захватывают самолёт с боеголовками на борту. В самолёте Том Рид связывается с Арчером и даёт приказ ликвидировать Сокола. Соколу также стало известно об этом сообщении, поскольку это отобразилось на OPSAT Арчера, который остался в сумке рядом с Соколом. Между ними происходит схватка, после которой в результате самообороны Сокол стреляет Арчеру в грудь, потом приседает над телом своего партнёра, они обмениваются последними словами и Арчер умирает. Кобин, который выходит позади Сокола, стреляет ему в голову, тем самым ранив его и ввергнув в коматозное состояние. Последние действия подтверждаются следующей игрой серии Splinter Cell: Blacklist, где Сэм со своим новым напарником Бриггсом в финале совместного режима находят находящегося в коме Сокола в одной из лабораторий Ворона и забирают его на самолёт «Паладин» — штаб-квартиру Четвёртого эшелона.

### Одиночная кампания
Действие происходит в 2011 году после событий в Splinter Cell: Essentials и продолжает сюжетную линию Splinter Cell: Double Agent. Бывший офицер Морских Котиков Виктор Косте, друг и бывший сослуживец Сэма Фишера, был взят в плен и группа неизвестных людей проводит допрос, а он при этом вспоминает и рассказывает историю Сэма.
Сэм Фишер, некогда лучший оперативник спецподразделения АНБ, находится в бегах из-за убийства своего начальника и лучшего друга Ирвинга Ламберта (события Double Agent), параллельно пытаясь найти убийцу своей дочери Сары. После исчезновения Сэма его коллега из Третьего эшелона, Анна «Грим» Гримсдоттир, определяет его местонахождение в городе Валлетте, столице Мальты. Она предупреждает Сэма, что наёмники-убийцы попытаются ликвидировать его. Сэм разбирается с ними, допрашивает их главаря и узнаёт что некий наркоторговец по имени Андрей Кобин несёт ответственность за смерть Сары, его дочери. Кобин находится в своём особняке-музее, куда Сэм бесшумно проникает, нейтрализует охранников и допрашивает Кобина. Кобин, сообщает ему что смерть его дочери «всего лишь маленькая часть большой игры», затем оперативники Третьего эшелона штурмуют особняк и захватывают Сэма.
Сэма транспортируют в военную Авиабазу Прайс в Виргинии, где Грим сообщает ему, что она работает под прикрытием против Третьего эшелона по приказу Президента Колдуэлл. Она просит Фишера помочь в расследовании дела частной охранной компании «Чёрная стрела», в обмен предложив ему своё участие в расследовании убийства его дочери. Более того, она говорит, что его дочь жива. Грим инсценирует насильственный побег Сэма, обеспечив его оружием и транспортом.
Сэм находит бывшего сослуживца Виктора, который спас Сэма во времена операции Буря в Пустыне, Сэм просит содействовать в расследовании. Они встречаются в Вашингтоне, Сэм получает некоторое необходимое снаряжение и узнаёт о том, что лаборатории «Белый ящик», исследовательская компания, работающая по направлению электромагнитных импульсных ЭМИ технологий наняла «Чёрную стрелу» для охраны, что кажется очень странным, так как «Чёрная стрела» не занимается корпоративной охраной.
Сэм направляется в лабораторию «Белый ящик», где становится свидетелем, как начальник охраны и оперативники «Чёрной стрелы» ликвидируют весь персонал лаборатории. Сэм спасает одного из учёных и узнаёт, что «Чёрную стрелу» для охраны нанял некий Люций Гельярд, и глава охраны Робертсон владеет экспериментальными данными по исследованию контрмер ЭМИ. Фишер проникает в кабинет Робертсона и создаёт возможность для Грим скачать необходимую информацию для анализа. После этого он инициирует ЭМИ, чтобы уничтожить следы информационного проникновения и сохраняет прикрытие Грим.
Сэм получает приказ от президента страны Колдуэлл найти и записать разговор между Ридом и Гельярдом рядом с Мемориалом Линкольну. Позже Сэм пытается допросить Гельярда, но его убивает неизвестный вооружённый человек. Фишеру удаётся лишь выяснить об интересах некой организации «Мегиддо», и что Рид собирается «поиграть в спецназовца», устроив некую диверсию. Сэм гонится за стрелком, но убийца погибает от взрыва бомбы, заложенной в его же автомобиле. После этого оперативники Третьего эшелона пытаются уничтожить Сэма, но он выживает, и секретная служба его эвакуирует.
Главный герой проникает в штаб-квартиру «Третьего эшелона», чтобы извлечь данные с компьютера Рида, но он случайно сталкивается с Андреем Кобиным. Сэм допрашивает его и узнаёт, что Рид работает на секретную организацию «Мегиддо» и планирует незаконно завести технологию ЭМИ в США для использования в ликвидации президента Колдуэлл, и назначить коррумпированного вице-президента вместо неё, который также «в доле» с организацией «Мегиддо». В результате предполагаемой ликвидации Риду должны достаться высокий пост и медаль героя. Кобин позже говорит, что ему ничего не известно об убийстве дочери Фишера — он всего лишь достал чужое тело, для того чтобы инсценировать её смерть, и что Грим известно больше об истории со смертью Сары.
Сэм застаёт Гримсдоттир с только что полученной информацией и заставляет её дать прослушать последнюю аудиозапись Ламберта. В записи говорится, что Ламберт инсценировал автомобильную катастрофу со смертью Сары, беспокоясь о том, что в Третьем Эшелоне засел «крот», и этот крот может использовать Сару против Фишера. Запись заканчивается тем, что ему так и не удалось засечь предателя, и все усилия потрачены напрасно. В гневе Сэм разносит половину конференц-зала и перед тем как Штаб-квартира взрывается успевает убить нескольких охранников.
Грим позже сообщает разъярённому Сэму, что один из трёх взрывов с использованием ЭМИ может произойти на Мичиган-Авеню, и что квартира Сары находится в радиусе поражения. Его друг Виктор спасает Сару, в то время как Сэм останавливает взрыв. Грим следит за Ридом в Белом Доме, чтобы помешать убийству президента. Виктор эвакуирует Сэма и он воссоединяется с дочерью. В это время происходят два оставшихся импульса, уничтожив половину структур в Вашингтоне, а вертолёт в котором летят Сэм, Сара и Виктор сбивает противовоздушная ракета и они совершают аварийную посадку.
После вынужденной посадки Сэм проникает в Белый Дом, по пути сражаясь с оперативниками Третьего эшелона и «Чёрной стрелы». Сэм объединяется с Грим и она намеренно ранит его в плечо, чтобы Сэм в роли заложника смог подобраться к Риду поближе.
В Овальном кабинете, когда Рид собирается казнить Сэма и президента, Сэм обезоруживает Рида и вместе с Грим устраняют пятерых оперативников Третьего эшелона. Сэм допрашивает Рида, в то время как армейские силы эвакуируют Президента. Становится известно, что президент Колдуэлл собиралась закрыть Третий эшелон и «сделать Америку уязвимой для будущих атак», и, чтобы предотвратить это, Рид планировал подставить Сэма в убийстве президента, тем самым доказав всем, что «Третий эшелон» необходим, как никогда. Сэм осознаёт, что Рид и был тем самым «кротом», которого Ламберт безуспешно искал.
Независимо от выбора игрока Сэм допрашивает Рида, а затем Грим убивает его (это подтверждается историей SMI в следующей части игры). Она просит Сэма вернуться в Третий эшелон и уверяет его, что он единственный человек, которому она может доверять, но Сэм ухмыляется, прощается и уходит.
Допрос Виктора этим и заканчивается (становится известно, что людьми, допрашивающими его, являются сотрудники «Чёрной стрелы»), и он говорит, что Сэм как-то сказал ему, что нужно возвращаться за теми, кого ты любишь, за теми, кто твоя семья. Виктор многозначительно отмечает, что Сэм любит его «как брата, а брат — значит семья». Через несколько секунд после того, как он произносит эти слова, происходит взрыв, начинается стрельба, а Виктор говорит, что он так и думал, оставляя игроку полагать, что здание штурмует Сэм Фишер.

### iOS, Android
История Conviction для версии мобильных планшетов имеет сходную структуру уровней с консольной версией с несколькими различными задачами и искажениями в истории, сюжетно напоминая версию, которая изначально и разрабатывалась, но затем была подвергнута значительной переработке. В отличие от консольной версии, в игре есть компьютеры для взлома и чтения электронных писем. Есть также сенсорные мини-игры для решения определённых головоломок или событий в реальном времени.
Во время операции Буря в пустыне в 1991 году Виктору Косте приходится уничтожать все вражеское сопротивление в центре города Багдада, попутно разминировать мост и убегать от танка. Виктор находит Сэма в подвальной тюрьме вместе с тремя учёными, двое из которых мертвы. Он защищает Сэма и они выбираются из города.
На реке Потомак Сэм вместе с Виктором Косте на лодке прорываются и уничтожают вражеские силы, Сэм находит три генератора, отключает их и пытается остановить запуск ракеты, но не успевает.
В конце игры в офисе президента Сэм допрашивает Рида, Грим убивает его, Сэм наконец-то встречается с Сарой и они оба уходят.
В Java-версии игры Сэм отправляется на поиски убийцы своей дочери в Мальту и ищет контрабандиста Андрея Кобина, но вместо него сразу натыкается на Тома Рида, Анну Гримсдоттир и оставленную бомбу. После обезвреживания и контакта с Грим она сообщает ему о живой Саре и захвате Виктора Косте. Сэм находит его и спасает, раскрывая заговор против президента в Третьем эшелоне, но Том Рид всегда ускользает. В конце игры в Белом доме Сэм догоняет Тома Рида и уничтожает самолёт вместе с ним, где наконец-то встречается с Сарой.

## Персонажи

### Одиночная кампания
- Сэм Фишер (англ. Samuel Fisher) — главный протагонист игры, бывший секретный оперативник «Третьего эшелона». Находится в бегах, Анна Гримсдоттир находит его в Мальте и просит о помощи взамен на важную информацию об инциденте с дочерью Сарой.
- Сара Фишер (англ. Sarah Fisher) — дочь Сэма Фишера, которую он успешно разыскивает. Долгое время считалась погибшей.
- Анна «Грим» Гримсдоттир (англ. Anna Grimsdottir) — руководитель отдела связи, эксперт по компьютерной безопасности «Третьего эшелона». Просит помощи у Сэма помощь раскрыть заговор против Белого дома, устроенный военной группировкой «Чёрная стрела». Когда-то была куратором Сэма в «Третьем Эшелоне» и доверенным лицом Тома Рида. Грим олицетворяет сознание Третьего эшелона, а также является его самым эффективным и беспощадным сотрудником.
- Виктор «Вик» Косте (англ. Victor Coste) — главный протагонист игры и старый друг Сэма Фишера. Человек, знакомый с Сэмом Фишером еще до того, как тот принял участие в программе «Splinter Cell». Виктор Косте служил вместе с Сэмом в Ираке и спас его жизнь 20 лет назад. Родился и вырос на суматошных улицах Вашингтона, округ Колумбия. На сегодняшний день это единственный человек в городе, которому Сэм может доверить прикрывать свою спину. Помогает ему в поисках информации и снабжает арсеналом, также пилотирует ударный вертолёт.
- Андрей Кобин (англ. Andriy Kobin) — главный антагонист игры, контрабандист, торговец оружием, предприниматель и мерзкий тип. Если на Мальте вам понадобится что-либо незаконное, вам стоит обратиться к Андрею Кобину. Однако он не всегда был успешным международным поставщиком. В былые времена он выполнял грязную работенку в доках Балтимора. Однако его прошлое, и его загадочная связь с Третьим эшелоном скоро его догонят. А также Сэм Фишер. В прошлом организатор похищения дочери Сэма Фишера.
- † Том Рид (англ. Tom Reed) — главный антагонист игры, директор и лидер «Третьего эшелона». Хочет совершить революцию в Америке, свергнуть президента и занять его место. Допрошен Сэмом и застрелен Анной Гримсдоттир.[4]
- † Дмитрий Грамкос (англ. Dmitri Gramkos) — был местным главарём банды, которая действовала в Валлетте в Мальте, где он был нанят Андреем Кобиным, чтобы убить бывшего агента Splinter Cell Сэма Фишера, который в настоящее время находился в этом районе. После того, как его люди были убиты Сэмом, он бежал из непосредственной близости и заперся в туалете. Сэм последовал за ним туда, где допросил его и вскоре убил.
- Патриция Колдуэлл (англ. Patricia Caldwell) — первая женщина-президент Америки, была избрана на фоне двухпартийного сотрудничества и вывода страны из бессмысленных международных конфликтов. Таким образом, она нажила себе много влиятельных врагов, начиная от кулуаров власти в Вашингтоне до советов директоров мультинациональных корпораций. Непреклонная в своих убеждениях, даже когда было бы легче отступить, Колдуэлл опирается на команду людей, которым она безгранично доверяет. Спасена Сэмом вместе с Анной от Тома Рида.
- † Джереми Прентисс (англ. Jeremy Prentiss) — главный антагонист игры, полковник «Чёрной стрелы» и союзник Тома Рида. Во время его поиска по лабораториям и генераторам Сэм отправляет координаты Виктору Косте для эвакуации. Джереми пытается бежать и уничтожить Сэма из ударного вертолёта, но в итоге погибает и оказывается сбит ракетой Виктора Косте.
- † Шон Робертсон (англ. Shawn Robertson) — высший офицер «Чёрной стрелы», союзник Тома Рида. Робертсон остается в лабораториях белого ящика, чтобы наблюдать за убийством оставшихся учёных в здании. Сэм спасает учёных, убивает всех наёмников и запускает ЭМИ, вызывая удар током и поджигает Робертсона, убивая его в процессе.
- † Оскар Лабой (англ. Oscar Laboy) — пилот «Чёрной стрелы», который летел на грузовом самолете с Мальты на аэродром Прайс в штат Вирджиния. Во время транспортировки Сэма Фишера он сказал Джереми Прентиссу, что его плата не включает «дополнительное» оборудование и «дополнительный» груз. Прентисс сказал Оскару обсудить это с директором Третьего эшелона Томом Ридом. Позже Оскар спросил Рида о своей зарплате, в результате чего Рид вытащил свой пистолет P228 и застрелил Оскара. Рид оставил тело Оскара в кресле, в котором он сидел.
- † Люций Гельярд (англ. Lucius Galliard) — деловой человек Люций Гельярд имеет успешное и разнообразное портфолио. У него влиятельные друзья — друзья, которые потрясли Вашингтон до самого основания. Имея в распоряжении военную компанию «Чёрная стрела», Гельярд из тех людей, с кем стоит считаться. Убит киллером во время допроса Сэма. В версии игры для Java ME от Gameloft старый белый ученый. Сэм ищет его, чтобы поговорить об оружии, но Том Рид застрелил того во время разговора.
- † Убийца Гельярда (англ. Galliard's killer) — во время погони от Сэма киллер убил двух гражданских. Сэм почти настиг киллера, но тот сел в автомобиль, в который была заложена взрывчатка и активирована после зажигания. Автомобиль взорвался, киллер погиб.
- Чарли Фраймэн (англ. Charlie Fryman) — технический специалист «Третьего эшелона», разработавший новые эхолокаторские очки и отдавший их Сэму.
- Ричард Кингсли (англ. Richard Kingsley) — офицер, охраняющий вход у резервуара на Мичиган-авеню. Сэм допросил его и оставил в живых.
- Уоррен Валентайн (англ. Warren Valentine) — учёный, работавший на Гельярда, затем его забрал лично Прентисс, где он находился в заложниках. Спасен Сэмом.
- Дениз Мартинес (англ. Denise Martinez) — учёная, работавшая на Гельярда, затем её забрал лично Прентисс, где она находилась в заложниках. Спасена Сэмом.
- Келвин Сэмсон (англ. Calvin Samson) — вице-президент США. Был доставлен в исполнительную резиденцию в соответствии с планом, откуда он выступит с речью о том, что агенты-изгои и «Чёрная стрела» убили президента Кэлдуэлл и он вступает на пост президента. Однако Фишер прибыл первым и попытался допросить вице-президента, выстрелив ему в обе коленные чашечки и оставил его в бальном зале.

### Коллективная игра
- † Дэниел Роберт «Арчер» Слоан-Суарез (англ. Daniel Robert «Archer» Sloane-Suarez) — главный протагонист кооперативной игры, секретный агент «Третьего эшелона». Носит зелёный визор. Убит агентом Соколом в небе над аэропортом «Моздок».[4] Его тело в полной экипировке лежит в особняке Андрея Кобина, куда проникает Сэм Фишер.
- Михаил «Сокол» Андреевич Лоськов (англ. Mikhail «Kestrel» Andreyevitch Loskov) — главный протагонист кооперативной игры, секретный агент «Ворона», действующий в паре с Арчером. Носит красный визор. Введён в коматозное состояние выстрелом в голову Андреем Кобиным.[4] Его тело в закрытом мешке лежит в особняке Андрея Кобина, куда проникает Сэм Фишер.
- † Иванов (англ. Ivanov) — русский мелкий преступник и наркоман. Пытается предупредить Бориса Сычева о готовящемся полицейском рейде, но агенты «Арчер» и «Сокол» находятся неподалеку и быстро заставляют его замолчать.
- † Борис Сычёв (англ. Boris Sychev) — русский преступник, был торговцем людьми и снабжал Валентина Лесовского девушками, которых он похитил из Польши. Сычёв находится в парилке в сопровождении Юрия, Дмитрия и безымянного охранника. Агенты «Арчер» и «Сокол» ворвались в бани и перестреляли всех.
- † Сергей Торбинский (англ. Sergei Torbinsky) — русский преступник, работал коммивояжером у Валентина Лесовского. Допрошен и убит «Арчером» или «Соколом».
- Леонид Быков (англ. Leonid Bykhov) — бывший полковник ГРУ, ставший торговцем оружием. Допрошен агентами «Арчером» и «Соколом», впоследствии арестован полицией.
- † Валентин Лесовский (англ. Valentin Lesovsky) — русский преступник и торговец людьми, связанный с русским мафиози. Допрошен и убит «Арчером» или «Соколом».
- † Тагизаде (англ. Tagizade) — представитель правительства Азербайджана. Замечен в попытке купить ракеты у бывшего полковника ГРУ Леонида Быкова, работающего на генерал-майора Кержакова, в российском посольстве в Баку в Азербайджане. К сожалению, после некоторых разногласий, Быков предал Тагизаде и приказал своим людям убить его и его помощницу.
- Майя Валентина (англ. Maya Valentina) — куратор «Арчера» и «Сокола» во время миссии в Москве в комплексе «Ястреб». Она помогла обоим агентам во время их миссий отключить устройства EMP.
- † Олег Ребко (англ. Oleg S. Rebko) — майор армии России. Допрошен и убит «Арчером» или «Соколом» в комплексе «Ястреб».
- † Коржаков (англ. Kerzhakov) — главный антагонист игры, генерал-майор армии России, был замешан в незаконной торговле оружием. Управляя пулемётной турелью, пытается уничтожить агентов «Арчера» и «Сокола» в комплексе «Ястреб». Но погибает от рук агентов, сбросивших вагон-контейнер на башню.

## Типы изданий
Первое специальное коллекционное издание Prestige Edition содержит:
- Код для эксклюзивного игрового контента (DLC Bonus Map + дробовик SPAS-12)
- 32 страничный комикс, соединяющий истории Double Agent и Conviction
- USB-карта Третьего эшелона с эксклюзивным контентом и DVD-видео о том, как создавалась игра
- Код для скачивания Splinter Cell: Chaos Theory с «Xbox LIVE Arcade»
- Фигурка Сэма Фишера

Второе коллекционное издание Deluxe Edition содержит: диск с игрой в стилбуке, артбук, комикс Digging in the Aches, бонус-коды

## Разработка и поддержка
21 сентября 2006 года в сеть просочились иллюстрации игры от неизвестного сотрудника компании, подтвердившие, что разработка начата.
23 мая — 25 июля 2007 года Ubisoft выпустила первый трейлер игры. В нём был изображён более потрёпанный Сэм, с бородой и длинными волосами. В ролике было показано взаимодействие игрока с предметами окружающей среды, например, столы и стулья были использованы для оглушения врагов. События происходили в Вашингтоне, в ролике присутствовали Капитолий, Мемориал Линкольну, Мемориал Корейской Войны и Монумент Вашингтону. После опубликования финансового отчёта Ubisoft перенесла выход игры.
Релиз игры переносился неоднократно, что породило слух о том, что разработку игры пришлось начать с чистого листа, поскольку реализованные в ней технологии, поддерживающие большие группы NPC, значительно уступают тем, что были использованы в другом продукте Ubisoft Montreal — Assassin's Creed.
20 мая 2008 года в журнале Xbox World 360 появилась неподтверждённая заметка, что Splinter Cell: Conviction выйдет не раньше конца 2009 — начала 2010 года. Однако вскоре корреспонденты сайта Eurogamer обратились в пресс-службу Ubisoft и получили опровержение этому слуху. Ubisoft назвала статью в Xbox World 360 "безосновательным вымыслом".
15 мая 2009 года на сайте GameTrailers.com был выложен первый тизер . Позже, 29 мая, днём был выложен второй тизер , а вечером на сайте появился третий, заключительный тизер . Позднее было сказано, что вся информация о игре будет на E3 2009.
2 июня разработчики из Ubisoft продемонстрировали На E3 игровой процесс Splinter Cell: Conviction. Видео показало, методы борьбы Фишера стали более жёсткими и резкими, модель Сэма была переделана, теперь у него короткие волосы и небольшая щетина, раньше же были длинные волосы и борода.
При близком контакте с противниками Сэм Фишер использует израильскую систему рукопашного боя «Крав мага». Согласно разработчикам игры, для аутентичности рукопашных приёмов актёры обучались и консультировались у специалистов данного вида борьбы.
22 июня 2009 года Ubisoft заявила, что Splinter Cell: Conviction будет эксклюзивным проектом для платформы Xbox 360, и у компании нет планов по выпуску игры на другие платформы:

Splinter Cell: Conviction — это настоящий эксклюзив для платформ Microsoft, и у нас нет никаких планов по портированию этой игры на другие платформы. Такой выбор обусловлен сразу несколькими причинами. Во-первых, игры серии Splinter Cell «исторически» связаны с платформами Microsoft. Самая первая часть была одной из тех игр, которые практически полностью выжали все технические возможности Xbox. В тот момент Microsoft верила в потенциал серии Splinter Cell и оказала мощную поддержку для раскрутки игры. Вторая же причина напрямую связана с созданием Conviction. Разработка только для одной платформы означает, что мы сможем хорошенько оптимизировать игру.
Таким образом, игра стала первой в серии Splinter Cell, которая не разрабатывалась для консоли из семейства PlayStation.
14 января 2010 года Ubisoft в очередной раз перенесла дату выхода игры — на этот раз на апрель 2010 года.
Игра стала доступна для PC 28 апреля 2010 года с защитой нового поколения DRM (Assasins Creed 2/Silent Hunter 5/Settlers 7).

## Награды
| Сводный рейтинг       | Сводный рейтинг |
| Агрегатор             | Оценка |
| --------------------- | --- |
| GameRankings          | X360: 86,50 % ПК: 82,54 % |
| Metacritic            | 85/100 |
| Иноязычные издания    | |
| Издание               | Оценка |
| Eurogamer             | 7 из 10 звёзд · 7 из 10 звёзд · 7 из 10 звёзд · 7 из 10 звёзд · 7 из 10 звёзд · 7 из 10 звёзд · 7 из 10 звёзд · 7 из 10 звёзд · 7 из 10 звёзд · 7 из 10 звёзд                     |
| GamePro               | 5 из 5 звёзд · 5 из 5 звёзд · 5 из 5 звёзд · 5 из 5 звёзд · 5 из 5 звёзд |
| GameSpot              | (ПК) · Xbox 360 |
| GamesRadar+           | 8 из 10 звёзд · 8 из 10 звёзд · 8 из 10 звёзд · 8 из 10 звёзд · 8 из 10 звёзд · 8 из 10 звёзд · 8 из 10 звёзд · 8 из 10 звёзд · 8 из 10 звёзд · 8 из 10 звёзд                     |
| GameTrailers          | 8,9 из 10 звёзд · 8,9 из 10 звёзд · 8,9 из 10 звёзд · 8,9 из 10 звёзд · 8,9 из 10 звёзд · 8,9 из 10 звёзд · 8,9 из 10 звёзд · 8,9 из 10 звёзд · 8,9 из 10 звёзд · 8,9 из 10 звёзд |
| IGN                   | 9,3 из 10 звёзд · 9,3 из 10 звёзд · 9,3 из 10 звёзд · 9,3 из 10 звёзд · 9,3 из 10 звёзд · 9,3 из 10 звёзд · 9,3 из 10 звёзд · 9,3 из 10 звёзд · 9,3 из 10 звёзд · 9,3 из 10 звёзд |
| GamingUnion.net       | 8 из 10 звёзд · 8 из 10 звёзд · 8 из 10 звёзд · 8 из 10 звёзд · 8 из 10 звёзд · 8 из 10 звёзд · 8 из 10 звёзд · 8 из 10 звёзд · 8 из 10 звёзд · 8 из 10 звёзд                     |
| Русскоязычные издания | |
| Издание               | Оценка |
| Absolute Games        | 68 % (ПК) 65 % (Xbox 360) |
| PlayGround.ru         | 8,5 из 10 звёзд · 8,5 из 10 звёзд · 8,5 из 10 звёзд · 8,5 из 10 звёзд · 8,5 из 10 звёзд · 8,5 из 10 звёзд · 8,5 из 10 звёзд · 8,5 из 10 звёзд · 8,5 из 10 звёзд · 8,5 из 10 звёзд |
| StopGame.ru           | Похвально |
| «Игромания»           | 8 из 10 звёзд · 8 из 10 звёзд · 8 из 10 звёзд · 8 из 10 звёзд · 8 из 10 звёзд · 8 из 10 звёзд · 8 из 10 звёзд · 8 из 10 звёзд · 8 из 10 звёзд · 8 из 10 звёзд                     |

| Обозреватель     | Название награды                                                               | Объяснение                                                                           |
| ---------------- | ------------------------------------------------------------------------------ | ------------------------------------------------------------------------------------ |
| 1UP              | «Best of E3 360 Game» «Best of E3 2009» (Nominee)                              | «Лучшая игра для Xbox 360 на Е3» «Лучшая игра на E3 2009» (Номинирована)             |
| 3D Juegos        | «Best E3 Game»                                                                 | «Лучшая игра на E3»                                                                  |
| Crispy Gamer     | «Top Ten of E3 Best Xbox 360 Game»                                             | «Топ десятки лучших игр для Xbox 360 на E3»                                          |
| GameSpy          | «Xbox 360 Game of Show»                                                        | «Игра шоу Xbox 360»                                                                  |
| GameSpot         | «Best Action-Adventure Game» «Best Xbox 360 Game» «E309 Editors’Choice Winner» | «Лучшая Экшен-Приключенческая игра» «Лучшая игра для Xbox 360» «E309 Выбор редакции» |
| Gamepro          | «E3 Silver Medal»                                                              | «E3 Серебряная медаль»                                                               |
| GameFocus        | «Best X360 Game»                                                               | «Лучшая игра для Xbox 360»                                                           |
| GamingExcellence | «Best of E3 2009» (Nominee)                                                    | «Лучшая игра на E3 2009» (Номинирована)                                              |
| IGN              | «BEST OF E3» «PC Best Action Game»                                             | «Лучшая игра на E3» «Лучшая Экшен игра для PC»                                       |
| Joystiq          | «Best of E3 2009»                                                              | «Лучшая игра на E3 2009»                                                             |
| Jeuxvideo.com    | «Best Infiltration Game»                                                       | «Лучшая проникающая игра»                                                            |
| Kotaku           | «Best Action/Adventure Game» «Best of Show» «Best Console/PC Game»             | «Лучшая Экшен-Приключенческая игра» «Лучшее шоу» «Лучшая консольная/PC игра»         |